# Viquipèdia en crioll jamaicà
La Viquipèdia en crioll jamaicà o Wikipidia és l'edició en crioll jamaicà de la Viquipèdia.
Va ser creada el 2 de maig de 2016. A març de 2025 té 1.673 articles, amb la qual cosa és la 230a segons el nombre d'articles. A més, dels seus 6.461 usuaris, actualment n'hi ha 10 d'actius.